# Бабенко Галина Миколаївна
Бабенко Галина Миколаївна — радянська і українська художниця-мультиплікаторка, художниця-постановниця, художниця-ілюстраторка. Членкиня Національної спілки кінематографістів України (1977—1999).

## Життєпис
Закінила Львівський поліграфічний інститут (1966).
З 1967 року — художник Об'єднання художників мультиплікації студії «Київнаукфільм». Працює в мальованій анімації.
З 1978 року — художник-ілюстратор дитячих книжок видавництва «Веселка».

## Фільмографія
- «Пригоди козака Енея» (1969, асистент)

Художник-постановник:
- «Казка про доброго носорога» (1970)
- «Чарівні окуляри» (1970)
- «Від дзвінка до дзвінка» (1971)
- «Дріб» (1972)
- «Веселе курча» (1973)
- «Диво-мороз» (1974)
- «Парасолька та автомобіль» (1975)
- «Парасолька стає дружинником» (1976)
- «Музичні казки» (1976)
- «Тяп-ляп» (1977)
- «Відкритий лист селезня» (1978)
- «Палаци і хати» (вставка до кіножурналу «Фітіль», 1980, № 219)

Художник:
- «Сказання про Ігорів похід» (1972)
- «Сонячний коровай» (1981, художник-декоратор) та ін.

Озвучувала ролі:
- «Веснянка» (1961)
- «П'яні вовки» (1962)